# Barguzinsky (huyện)
Huyện Barguzinsky (tiếng Nga: ? райо́н) là một huyện hành chính tự quản (raion), của Buryatia, Nga. Huyện có diện tích 11922 km². Trung tâm của huyện đóng ở Barguzin.